# Igazolási kérelem
Az igazolási kérelem az eljárásjogokban szabályozott kérelem, amely mulasztott eljárási cselekmény esetén a mulasztás önhibán kívüliségének és az igazolással egyidejű teljesítésének elfogadására irányul.
Az igazolási kérelemnek megfelelő eljárást számos országban jogokba való visszahelyezésnek - a római jogból származó kifejezéssel  restitutio in integrum (vagy in integrum restitutio - )  nevezik. Ez  eredetileg rendkívüli jogorvoslat volt, ma pedig számos eljárásjogban szabályozott jogintézmény.

## A magyar jogban

### 2021-ben
A 112/2021. (III. 6.) Korm. rendelet hatálybalépésének napja, vagyis 2021. március 8-a és 2021. április 5-e közötti időszak (ú.n. szigorított védekezés) alatti kézbesítés vonatkozásában a kézbesítési kifogás, valamint a szigorított védekezés ideje alatti mulasztás igazolása iránti kérelem előterjesztésének az adott törvényben meghatározott határidejébe a szigorított védekezés időtartama nem számít bele. Az időszak lejártát a 160/2021. (IV. 1.) Korm. rendelet 2. §-a 2021. április 19-ig meghosszabbította.

### A közigazgatási eljárásban

#### 2004 után
A közigazgatási hatósági eljárásról és szolgáltatásról szóló 2004. évi CXL. törvény  66. és 67. §§-ai szerint: 
Aki az eljárás során valamely határnapot, határidőt önhibáján kívül elmulasztott, igazolási kérelmet terjeszthet elő.
Az igazolási kérelemről az a hatóság dönt, amelynek eljárása során a mulasztás történt. A fellebbezésre megállapított határidő elmulasztásával kapcsolatos igazolási kérelmet az első fokú döntést hozó hatóság, a keresetindításra megállapított határidő elmulasztásával kapcsolatos igazolási kérelmet a közigazgatási ügyekben eljáró bíróság bírálja el. 
Ha a hatóság megtartotta az ügyfelek értesítésére és a határozat közlésére vonatkozó szabályokat, a fellebbezési határidő elmulasztása esetén nincs helye igazolási kérelemnek arra való hivatkozással, hogy az értesítés, illetve a határozat közlése nem postai kézbesítés útján történt. E rendelkezés megfelelően irányadó a bírósági felülvizsgálatot kezdeményező keresetindítással kapcsolatos igazolásra is.
Az igazolási kérelmet a mulasztásról való tudomásszerzést vagy az akadály megszűnését követő nyolc napon belül, de legkésőbb az elmulasztott határnaptól vagy az elmulasztott határidő utolsó napjától számított hat hónapon belül lehet előterjeszteni.
(5) A határidő elmulasztása esetén az igazolási kérelemmel egyidejűleg pótolni kell az elmulasztott cselekményt is, amennyiben ennek feltételei fennállnak. 
Ha a hatóság az igazolási kérelemnek helyt ad, az igazolási kérelmet benyújtó személyt eljárásjogi szempontból olyan helyzetbe kell hozni, mintha nem mulasztott volna. Ennek érdekében a hatóság a döntését módosítja vagy visszavonja, az eljárást megszüntető döntésének visszavonása esetén az eljárást folytatja, illetve egyes eljárási cselekményeket megismétel. A döntésnek az igazolási kérelem alapján történő módosítására vagy visszavonására nem irányadók a 114. §-ban meghatározott korlátozások. 

#### A hatályos szabályozás
A kérdést a hatályos Ákr.  szabályozza.

##### Az igazolási kérelem előterjesztése
Aki az eljárás során valamely határnapot, határidőt önhibáján kívül elmulasztott, igazolási kérelmet terjeszthet elő.
Az igazolási kérelemről az a hatóság dönt, amelynek eljárása során a mulasztás történt. A jogorvoslatra megállapított határidő elmulasztásával kapcsolatos igazolási kérelmet a jogorvoslati kérelmet elbíráló szerv bírálja el.
Az igazolási kérelmet a mulasztásról való tudomásszerzést vagy az akadály megszűnését követően, de legkésőbb az elmulasztott határnaptól vagy a határidő utolsó napjától számított, az igazolni kívánt eljárási cselekményre előírt határidővel megegyező időtartamon, de legfeljebb negyvenöt napon belül lehet előterjeszteni. 
A határidő elmulasztása esetén az igazolási kérelemmel egyidejűleg pótolni kell az elmulasztott cselekményt is, ha ennek feltételei fennállnak. 
Az igazolási kérelem előterjesztése és a kérelem alapján megismételt eljárási cselekmény határidejének vagy határnapjának elmulasztása miatt nincs helye igazolásnak.

##### Az igazolási kérelem elfogadásának joghatása
Ha a hatóság az igazolási kérelemnek helyt ad, az elmulasztott határnapot vagy határidőt megtartottnak tekinti, ezért ha szükséges, a döntését módosítja vagy visszavonja, illetve egyes eljárási cselekményeket megismétel.

### A szabálysértési jogban
Az igazolási kérelem a szabálysértési jogban is régóta ismert.
A szabálysértési törvény 85. és 85. §-ai szerint aki önhibáján kívül nem jelent meg a kitűzött határnapon vagy elmulasztott valamilyen határidőt, igazolási kérelmet nyújthat be.
Az igazolási kérelmet az elmulasztott határnaptól, illetve az elmulasztott határidő utolsó napjától számított nyolc napon belül lehet előterjeszteni. Ha a mulasztás az eljárás alá vont személynek, a tanúnak, a szakértőnek később jutott tudomására vagy az akadály később szűnt meg, a határidő a tudomásra jutástól, illetőleg az akadály megszűnésétől kezdődik. Az elmulasztott határnaptól (határidő utolsó napjától) számított 3 hónapon túl igazolási kérelmet nem lehet előterjeszteni. Az igazolási kérelemben elő kell adni a mulasztás okát és azokat a körülményeket, amelyek a mulasztás vétlenségét valószínűsítik. Határidő elmulasztása esetén az igazolási kérelem előterjesztésével együtt az elmulasztott cselekményt is pótolni kell. Az igazolási kérelmet méltányosan kell elbírálni. Az igazolási kérelem elbírálásánál figyelembe kell venni, hogy az eljárás alá vont személy élt-e a 87. § (7) bekezdésében foglaltakkal és az ott meghatározottakat betartotta-e.
Az igazolási kérelemről - a (2) bekezdésben meghatározott kivétellel - az a bíróság, szabálysértési hatóság határoz, amelynek eljárása során a mulasztás történt.Ha a mulasztás a kifogással kapcsolatos, az iratokat a kifogás elbírálására illetékes bíróságnak kell megküldeni.
 Ha az igazolási kérelem megalapozott, a szabálysértési hatóság, illetve a bíróság az eljárás folytatását rendeli el, és - az eljárás eredményétől függően - a korábbi határozatot hatályában fenntartja, vagy hatályon kívül helyezi és új határozatot hoz. Az igazolási kérelemnek sem az eljárás folytatására, sem a határozat végrehajtására nincs halasztó hatálya; indokolt esetben azonban a szabálysértési hatóság, illetve a bíróság a határozat végrehajtását felfüggesztheti. Az igazolási kérelemnek helyt adó határozat vagy végzés ellen, valamint a határozat végrehajtását felfüggesztő rendelkezés ellen nincs helye jogorvoslatnak.

### Példa a magyar védjegyjogból
A védjegyek és földrajzi árujelzők oltalmáról szóló, többször módosított 1997. évi XI. törvény 42. -a rendelkezik az igazolásról. Ezek szerint védjegyügyekben - ha az (5) bekezdés nem zárja ki  - az elmulasztott határnaptól, illetve az elmulasztott határidő utolsó napjától számított tizenöt napon belül igazolási kérelmet lehet előterjeszteni a Szellemi Tulajdon Nemzeti Hivatalánál. Az igazolási kérelemben elő kell adni a mulasztás okát és a mulasztás vétlenségét valószínűsítő körülményeket.

## Jogokba való visszahelyezés
A jogokba való visszahelyezés (bel- és külföldön ma is széles körben használatos római jogbeli kifejezéssel  restitutio in integrum (vagy in integrum restitutio) eredetileg rendkívüli jogorvoslat volt, ma pedig számos eljárásjogban szabályozott jogintézmény. Az igazolási kérelemhez közel áll. 

### A római jogban
Az ókori római jogban a pretori jogból származó az a rendkívüli jogorvoslat volt, amelynek célja a szigorú jog alkalmazása által valakit ért hátrányt orvoslása  azért, mert a hátrányt szenvedettnek különös viszonyai mellett a szigorú jognak alkalmazása a méltányossággal ellenkezik. Célja tehát a szigorú jog (jus scriptum) és a méltányosság (aequitas) közötti ellentét kiegyenlítése. Hatása a sérelmes eset beállta előtti állapotnak helyreállítása volt.

### Az európai uniós védjegyjogban
„Ha az európai uniós védjegy bejelentője, jogosultja vagy az eljárásban részt vevő bármely fél annak ellenére, hogy az adott körülmények között kellő gondossággal járt el, a hivatallal szemben valamely határidőt elmulaszt, és az akadályoztatás következtében e rendelet értelmében a mulasztás jogvesztésre, illetve jogorvoslati jogosultság elvesztésére vezet, kérelmére őt jogaiba vissza kell helyezni. ”